# James Patton Preston

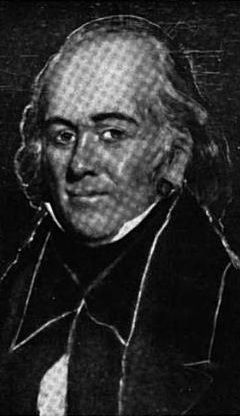
James Patton Preston

James Patton Preston (* 21. Juni 1774 in Smithfield, Montgomery County, Colony of Virginia; † 4. Mai 1843 ebenda) war ein US-amerikanischer Politiker und von 1816 bis 1819 Gouverneur des Bundesstaates Virginia.

## Frühe Jahre und politischer Aufstieg
James Preston besuchte zwischen 1790 und 1795 das College of William & Mary. Er wurde Mitglied der von Thomas Jefferson gegründeten Demokratisch-Republikanischen Partei. Für diese Partei war er vier Jahre lang Mitglied des Senats von Virginia und dann für zwei Jahre Abgeordneter im Repräsentantenhaus des Staates. Während des Britisch-Amerikanischen Kriegs von 1812 wurde er als Oberstleutnant schwer verwundet. Nach seiner Genesung gehörte er nochmals dem Repräsentantenhaus an, ehe er von der Legislative im Jahr 1816 zum neuen Gouverneur seines Staates gewählt wurde.

## Gouverneur von Virginia und weiterer Lebenslauf
James Preston trat sein Amt am 11. Dezember 1816 an und konnte dieses nach zwei Wiederwahlen in den Jahren 1817 und 1818 bis zum 11. Dezember 1819 ausüben. In dieser Zeit zahlte die Bundesregierung über 1,5 Millionen Dollar an den Staat Virginia als Entschädigung für die Kriegskosten des Krieges von 1812. Für diese Rückzahlung hatte sich bereits Prestons Amtsvorgänger Wilson Cary Nicholas eingesetzt. Damals wurde auch bei Charlottesville die University of Virginia gegründet, deren erster Präsident Thomas Jefferson werden sollte. Nach Ablauf seiner Amtszeit war Preston noch Posthalter in Richmond. Danach zog er sich in den Ruhestand zurück. Er starb im Jahr 1843. Mit seiner Frau Anne Taylor hatte er drei Kinder. James Preston war Schwager von John Floyd sowie Onkel von James McDowell und John B. Floyd, die allesamt später Gouverneure von Virginia waren.